# 莫爾梅斯河
莫爾梅斯河（俄语：Молмыс），是俄羅斯的河流，位於該國西部彼爾姆邊疆區，屬於亞濟瓦河的左支流，發源自克瓦爾庫什山脈中部，河道全長100公里，流域面積1,090平方公里。